# Facundo Bruera
Facundo Bruera (La Plata, 23 settembre 1998) è un calciatore argentino, attaccante del Barracas Central in prestito dal San Lorenzo.

## Biografia
È in possesso del passaporto italiano.

## Caratteristiche tecniche
Ricopre il ruolo di centravanti.

## Carriera
Bruera è cresciuto nel settore giovanile dell'Estudiantes (LP), ed il 31 agosto 2017 ha firmato il suo primo contratto professionistico, passando contestualmente in prestito all'Independiente Rivadavia. Ha giocato il suo primo incontro ufficiale il 5 novembre seguente, in Primera B Nacional contro il Flandria.
Al termine del prestito ha rescistto il contratto con il club biancorosso ed il 23 agosto 2018 ha firmato con il Quilmes.  Il 30 settembre ha segnato il suo primo gol in carriera, decidendo la trasferta vinta 2-1 contro il Platense.
Nell'agosto del 2020 ha lasciato il Cervecero ed ha firmato con il Brown (A). Dopo i primi sei mesi in cui è stato impiegato con poca frequenza, nel 2021 si è ritagliato un posto da titolare nell'attacco del club di Adrogué, segnando 15 gol in 32 partite risultando terzo nella classifica marcatori.
Il 25 gennaio 2022 è stato ceduto in prestito con opzione di acquisto al Nacional. Alla sua prima stagione in Paraguay ha messo a segno 19 gol in 42 presenze, finendo secondo nella classifica marcatori dietro a Fernando Fernández. Riscattato a fine campionato, il 30 dicembre è tuttavia passato a titolo definitivo all'Olimpia che ne ha pagato la clausola rescissoria. Con i bianconeri ha giocato per una stagione e mezza in cui ha segnato 14 gol in 53 partite.
Il 7 agosto 2024 ha fatto ritorno in Argentina firmando con il San Lorenzo ed il giorno stesso ha debuttato nell'incontro di Copa Argentina perso 3-1 contro il Vélez Sarsfield.

## Statistiche

### Presenze e reti nei club
Statistiche aggiornate al 4 maggio 2025.
| Stagione                | Squadra                 | Campionato              | Campionato | Campionato | Coppe nazionali | Coppe nazionali | Coppe nazionali | Coppe continentali | Coppe continentali | Coppe continentali | Altre coppe | Altre coppe | Altre coppe | Totale | Totale | Totale |
| Stagione                | Squadra                 | Comp                    | Pres       | Reti       | Comp            | Pres            | Reti            | Comp               | Pres               | Reti               | Comp        | Pres        | Reti        | Pres   | Reti   |        |
| ----------------------- | ----------------------- | ----------------------- | ---------- | ---------- | --------------- | --------------- | --------------- | ------------------ | ------------------ | ------------------ | ----------- | ----------- | ----------- | ------ | ------ | ------ |
| 2017-2018               | Independiente Rivadavia | PBN                     | 3          | 0          | -               | -               | -               | -                  | -                  | -                  | -           | -           | -           | 3      | 0      |        |
| 2018-2019               | Quilmes                 | PBN                     | 7          | 1          | -               | -               | -               | -                  | -                  | -                  | -           | -           | -           | 7      | 1      |        |
| 2019-2020               | Quilmes                 | PBN                     | 12         | 1          | -               | -               | -               | -                  | -                  | -                  | -           | -           | -           | 12     | 1      |        |
| Totale Quilmes          | Totale Quilmes          | Totale Quilmes          | 19         | 2          |                 | -               | -               |                    | -                  | -                  |             | -           | -           | 19     | 2      |        |
| 2020                    | Brown (A)               | PBN                     | 7          | 1          | -               | -               | -               | -                  | -                  | -                  | -           | -           | -           | 7      | 1      |        |
| 2021                    | Brown (A)               | PBN                     | 32         | 16         | -               | -               | -               | -                  | -                  | -                  | -           | -           | -           | 32     | 16     |        |
| Totale Brown (A)        | Totale Brown (A)        | Totale Brown (A)        | 39         | 17         |                 | -               | -               |                    | -                  | -                  |             | -           | -           | 39     | 17     |        |
| 2022                    | Nacional                | PD                      | 42         | 19         | CP              | 0               | 0               | CS                 | 2                  | 0                  | -           | -           | -           | 44     | 19     |        |
| 2023                    | Olimpia                 | PD                      | 30         | 7          | CP              | 1               | 0               | CL                 | 7                  | 2                  | SP          | 1           | 0           | 39     | 9      |        |
| gen.-ago. 2024          | Olimpia                 | PD                      | 13         | 5          | CP              | 0               | 0               | CS                 | 1                  | 0                  | -           | -           | -           | 14     | 5      |        |
| Totale Olimpia          | Totale Olimpia          | Totale Olimpia          | 43         | 12         |                 | 1               | 0               |                    | 8                  | 2                  |             | 1           | 0           | 53     | 14     |        |
| ago.-sep. 2024          | San Lorenzo             | PD                      | 1          | 0          | CA+CdL          | 1+0             | 0               | CL                 | 1                  | 0                  | -           | -           | -           | 3      | 0      |        |
| sep.-dic. 2024          | Barracas Central        | PD                      | 11         | 3          | CA+CdL          | 0               | 0               | -                  | -                  | -                  | -           | -           | -           | 11     | 3      |        |
| 2025                    | Barracas Central        | PD                      | 16         | 5          | CA              | 1               | 0               | -                  | -                  | -                  | -           | -           | -           | 17     | 5      |        |
| Totale Barracas Central | Totale Barracas Central | Totale Barracas Central | 27         | 8          |                 | 1               | 0               |                    | -                  | -                  |             | -           | -           | 28     | 8      |        |
| Totale carriera         | Totale carriera         | Totale carriera         | 174        | 58         |                 | 3               | 0               |                    | 11                 | 2                  |             | 1           | 0           | 189    | 60     |        |